# Ларс Баструп
Ларс Баструп (дан. Lars Bastrup, нар. 31 липня 1955, Леврінг) — данський футболіст, що грав на позиції нападника. Відомий за виступами у складі низки данських клубів, зокрема «Орхус» та «Сількеборг», та в складі німецького клубу «Гамбург», а також за національну збірну Данії.
Дворазовий чемпіон Німеччини. Володар Кубка чемпіонів УЄФА. Найкращий футболіст Данії 1980 року, найкращий бомбардир чемпіонату Данії 1985 року.

## Клубна кар'єра
Ларс Баструп народився у 1955 році. У дорослому футболі дебютував 1974 року виступами за команду «Сількеборг», в якій грав протягом одного сезону. У 1975 році грав у складі клубу другого данського дивізіону ІХФ з Орхуса, протягом сезону перейшов до клубу західнонімецької Бундесліги «Кікерс» (Оффенбах). Проте за підсумками сезону «Кікерс» вибув з Бундесліги, й наступний сезон данський нападник провів уже в другому західнонімецькому дивізіоні, й по закінченні свого другого сезону в «Кікерсі» повернувся до ІХФ, у складі якого грав до кінця 1979 року.
На початку 1980 року Ларс Баструп став гравцем найвищого данського дивізіону «Орхус». У складі команди відразу став одним із основних гравців лінії нападу, та одним із кращих бомбардирів команди, у 1980 році визнаний кращим футболістом країни.
На початку сезону 1981—1982 років Ларс Баструп уклав контракт з клубом «Гамбург». У складі західнонімецької команди став гравцем основного команди, та одним із кращим бомбардирів команди. Двічі поспіль у складі «Гамбурга» ставав переможцем Бундесліги. У європейських кубках у перший сезон виступів став фіналістом Кубка УЄФА, у фіналі якого «Гамбург» за сумою двох матчів поступився шведському «Гетеборг». У 1982—1983 роках у складі «Гамбурга» Баструп грав у Кубку європейських чемпіонів. У чвертьфіналі турніру в матчі, який відбувся в Тбілісі, Ларс Баструп відзначився трьома забитими м'ячами у ворота київського «Динамо», що забезпечило перевагу західнонімецького клубу за сумою двох матчів. Цього разу «Гамбург» також дойшов до фіналу турніру, в якому переміг туринський «Ювентус», і данський форвард став у складі західнонімецького клубу переможцем Кубка європейських чемпіонів.
У 1983 році Баструп повернувся на батьківщину, де став гравцем клубу другого дивізіону «Сковбаккен». Наступного року він повернувся до виступів у найвищому дивізіоні Данії в складі клубу «Ікаст». Наступного року став кращим бомбардиром першості, відзначившись 20 забитими м'ячами. Щоправда, вже на початку наступного року, зігравши лише 2 матчі першості, Баструп завершив виступи на футбольних полях.

## Виступи за збірну
Ларс Баструп дебютував у складі національної збірної Данії у 1975 році. У її складі брав участь у відбірковому турнірі до чемпіонату світу 1978 року. У складі збірної грав до 1983 року, провів у її складі 30 матчів, у яких відзначився 10 забитими м'ячами.

## Титули і досягнення
- Чемпіон Німеччини (2):

«Гамбург»: 1981–1982, 1982–1983
- Володар Кубка чемпіонів УЄФА (1):

«Гамбург»: 1982–1983
- Найкращий футболіст Данії: 1980
- Найкращий бомбардир чемпіонату Данії: 1985 (20 м'ячів)